# Eija Inkeri
Eija Inkeri, född 27 maj 1926 i Kuopio, död 27 september 2012 i Lahtis, var en finländsk skådespelare.

## Filmografi (urval)
- 1950 – Professor Masa
- 1951 – Kvinnan bakom allt
- 1952 – Stockholm lockar